# 23 Aquilae
Désignations
23 Aquilae (en abrégé 23 Aql) est une étoile binaire de la constellation de l'Aigle, située à ∼ 400 a.l. (∼ 123 pc) de la Terre.